# FC Erevan
Maillots
Le Football Club Erevan (en arménien : Ֆուտբոլային Ակումբ Երեւան), plus couramment abrégé en FC Erevan, est un club arménien de football fondé en 1995 et basé à Erevan, la capitale du pays.

## Historique
- 1995 : fondation du club
- 1997 : première participation à la Coupe d'Europe (C3, saison 1997/98)
- 1998 : première participation à la Coupe d'Europe (C1, saison 1998/99)
- 2000 : le club arrête ses activités
- 2018 : le club reprend ses activités
- 2020 : après la première partie de la saison 2019-2020 au cours de laquelle il cumule quinze défaites en quinze matchs, le club se retire finalement de la compétition durant la trêve hivernale[2].

## Bilan sportif

### Palmarès
| Compétitions nationales                                                                  |
| ---------------------------------------------------------------------------------------- |
| - Championnat d'Arménie (1) : - Champion : 1997. - Coupe d'Arménie : - Finaliste : 1998. |

### Bilan par saison
| Saison    | Championnat  | Championnat  | Championnat  | Championnat  | Championnat  | Championnat  | Championnat  | Championnat  | Championnat  | Championnat  | Coupe d'Arménie     |
| Saison    | Division     | Pos          | Pts          | J            | V            | N            | D            | BP           | BC           | Diff         | Coupe d'Arménie     |
| --------- | ------------ | ------------ | ------------ | ------------ | ------------ | ------------ | ------------ | ------------ | ------------ | ------------ | ------------------- |
| 1995-1996 | 1re          | 3e           | 44           | 22           | 13           | 5            | 4            | 43           | 24           | +19          | Quarts de finale    |
| 1996-1997 | 1re          | 3e           | 50           | 22           | 16           | 2            | 4            | 58           | 24           | +34          | Demi-finales        |
| 1997      | 1re          | 1er          | 43           | 18           | 13           | 4            | 1            | 41           | 10           | +31          | —                   |
| 1998      | 1re          | 3e           | 48           | 26           | 15           | 3            | 8            | 47           | 30           | +17          | Finale              |
| 1999      | 1re          | 5e           | 51           | 32           | 15           | 6            | 11           | 60           | 43           | +17          | Demi-finales        |
| 2000-2017 | Club inactif | Club inactif | Club inactif | Club inactif | Club inactif | Club inactif | Club inactif | Club inactif | Club inactif | Club inactif | Club inactif        |
| 2018-2019 | 2e           | 2e           | 70           | 33           | 22           | 4            | 7            | 112          | 46           | +66          | Premier tour        |
| 2019-2020 | 1re          | 10e          | 0            | 18           | 0            | 0            | 18           | 11           | 62           | -51          | Huitièmes de finale |

Légende
- Vainqueur de la compétition.
- Deuxième ou finaliste de la compétition.
- Troisième de la compétition.
- Promotion en division supérieure.
- Relégation en division inférieure.

### Parcours en Coupe d'Europe
Note : dans les résultats ci-dessous, le score du club est toujours donné en premier.
| Saison    | Compétition         | Tour           | Club            | Domicile | Extérieur | Total |
| --------- | ------------------- | -------------- | --------------- | -------- | --------- | ----- |
| 1997-1998 | Coupe UEFA          | Premier tour Q | FK Dnipro       | 1 - 6    | 0 - 2     | 1 - 8 |
| 1998-1999 | Ligue des champions | Premier tour Q | HJK Helsinki    | 0 - 2    | 0 - 3     | 0 - 5 |
| 1999-2000 | Coupe UEFA          | Premier tour Q | Hapoël Tel-Aviv | 1 - 2    | 0 - 2     | 1 - 4 |

Légende
- Victoire ou qualification pour le tour suivant
- Match nul
- Défaite ou élimination de la compétition

## Personnalités du club

### Entraîneurs du club
- 1996-1998 :  Samvel Darbinyan

### Joueurs emblématiques
- Karen Dokhoyan
- Armen Shahgeldyan
- Razmik Grigoryan
- David Grigoryan
- Arthur Minasyan
- Vardan Khachatryan
- Tigran Yesayan
- Yervand Krbachyan
- Harutyun Abrahamyan
- Vasili Aleksandrovich Kuznetsov

## Identité visuelle

Logo en usage entre 1995 et 1999.
Logo actuel.